# 8965 Citrinella
8965 Citrinella este un asteroid din centura principală de asteroizi.

## Descriere
8965 Citrinella este un asteroid din centura principală de asteroizi. A fost descoperit pe 17 octombrie 1960 la Observatorul Palomar de Cornelis Johannes van Houten, Ingrid van Houten-Groeneveld și Tom Gehrels. Asteroidul prezintă o orbită caracterizată de o semiaxă mare de 3,16 ua, o excentricitate de 0,14 și o înclinație de 0,9° în raport cu ecliptica.